# 심천항
심천항은 경상남도 남해군 남해읍 심천리에 있는 어항이다. 2002년 8월 6일 어촌정주어항으로 지정하여 관리하고 있다. 시설관리자는 남해군수이다.

## 어항 연혁
- 심천항의 명칭은 마을앞을 지나는 두개의 하천이 너무 깊어 심천(深川)이라 한데서 유래되었다.

## 어항 시설
- 선착장 L=214m, B=4.0m

## 주요 어종
- 낙지, 주꾸미, 전어, 패각류